# Угловське
Угло́вське (рос. Угловское) — село, центр Угловського району Алтайського краю, Росія. Адміністративний центр Угловської сільської ради.

## Населення
Населення — 4368 осіб (2010; 4781 у 2002).
Національний склад (станом на 2002 рік):
- росіяни — 91 %